# Bartosz Grabowski
Bartosz Grabowski (ur. 11 kwietnia 2000) – polski kajakarz, wicemistrz świata.

## Życiorys
Jest wychowankiem Włókniarza Chełmża, następnie reprezentował barwy OKSW Olsztyn.
W 2017 został mistrzem Europy juniorów w konkurencji K-4 500 metrów (z Przemysławem Korsakiem, Wojciechem Traczem i Filipem Weckwertem). W tym samym składzie zdobył też w tym samym roku wicemistrzostwo świata juniorów w tej samej konkurencji. W 2018 został kolejno mistrzem Europy juniorów i mistrzem świata juniorów w konkurencji K-1 200 metrów. W 2019 zdobył brązowy medal młodzieżowych mistrzostw świata w konkurencji K-1 200 metrów. W 2021 został młodzieżowym wicemistrzem świata w konkurencji K-4 500 metrów (z Przemysławem Korsakiem, Wojciechem Traczem i Jakubem Michalskim). W 2022 zdobył młodzieżowe mistrzostwo świata w konkurencji K-2 500 metrów (z Jakubem Stepunem) i K-4 500 metrów (z Jakubem Stepunem, Przemysławem Korsakiem i Wiktorem Leszczyńskim) oraz młodzieżowe mistrzostwo Europy w konkurencji K-2 500 metrów (z Jakubem Stepunem.
Jego największym sukcesem w karierze seniorskiej było wicemistrzostwo świata w konkurencji K-2 200 metrów w 2019 (z Piotrem Mazurem). W tej samej konkurencji zajął także 6. miejsce na mistrzostwach Europy w 2021. Na mistrzostwach świata seniorów w 2021 zdobył brązowy medal w konkurencji K-2 200 metrów mix (z Martą Walczykiewicz), na mistrzostwach Europy w 2022 srebrny medal w konkurencji K-2 500 metrów (z Jakubem Stepunem), na mistrzostwach świata w 2022 zajął 8. miejsce w konkurencji K-4 500 metrów.
W 2018 zdobył brązowy medal mistrzostw Polski seniorów, w 2020 i 2021 został wicemistrzem Polski seniorów, a w 2022 zdobył złoty medal w konkurencji K-1 200 metrów.